# Mas de Pedrafita
|  | Aquest article tracta sobre el mas de Rubió. Si cerqueu el mas de Vila-rodona, vegeu «Mas Pedrafita». |

El Mas de Pedrafita és un mas del municipi de Rubió, a la comarca catalana de l'Anoia. La casa de pagès és al pla de Pedrafita, travessat per la carretera d'Igualada a Prats de Rei BV-1031, dita de les Maioles. L'edifici té la capella annexa de Santa Anna de Pedrafita documentada des del 1470. Rep el nom de «Mas de Pedrafita» a causa d'estar enclavada en un punt de partició de termes.
La masia es remunta als segles xvi i xvii, encara que aquesta neix de la transformació d'un antic hospital de camí present ja al segle xiii. La casa pairal ha patit diverses transformacions des de la construcció. En la llinda d'una finestra hi ha la inscripció del 1745 i en la d'un cup la de 1881 i les inicials J.E.E.A. El 1947 s'hi afegiren diversos coberts. La casa va ser abandonada el 1977, tanmateix, va ser restaurada l'any 2009.

## Descripció
Masia formada per dos cossos principals i un cos annex. Un dels cossos principals està format per planta baixa, planta primera i planta sotacoberta, fet de maçoneria i amb la coberta de teula àrab a dues aigües. Presenta un gran portal adovellat. Les llindes de les finestres són de pedra i hi ha accessos a l'interior a través d'arcs de mig punt i arcs el·liptics. Adossats a aquests cos hi ha la capella. L'altre cos principal està format per planta i planta primera, és de nova construcció amb estructura de fàbrica ceràmica. La peça restant és en planta baixa i coberta a una vessant.

## Domini del mas
Pere de Bertran de Rubió el governava el 1198 i a l'inici del segle xiv era senyorejat pel llinatge dels Castellolí. Passà després als Timor: Francesca Timor fou muller de Berenguer de Boixadors. El seu fill, Bernat de Boixadors comprà el 1380 la jurisdicció de Rubió al rei Pere el Cerimoniós. El net d'aquest, Bernat Guerau de Boixadors i d'Urries, s'enfrontà la Generalitat al costat dels joanistes en la Guerra civil catalana de 1462. El llinatge dels Boixadors rebé més tard els comtats de Savallà i de Peralada. El capbreu de 1752-1755 reconeix senyor en Bernat Antoni de Boixadors. Mantingueren la senyoria fins a la fi de l'Antic Règim.

## Ermita de Santa Anna de Pedrafita
L'ermita de Santa Anna és una petita capella característica del romànic català. Està documentada des del 1470 i reformada al segle xvii tal com ho demostra la inscripció del 1671 en la llinda de la porta d'entrada acompanyat del nom Sola. És adossada a la casa pairal, fou construïda amb grans maons de pedra, amb un absis semicircular i una senzilla porta d'entrada amb forma rectangular. És remarcable la gairebé total absència d'obertures de llum a l'exterior cosa que dona com a resultat un interior fosc i fresc. La teulada ha estat reformada relativament fa poc. A més, s'intueix una porta adovellada, tapiada, a un dels murs laterals de l'ermita.
L'ermita de Santa Anna de Pedrafita fou un punt bàsic a la resistència igualadina durant la Guerra del Francès.